# Tolnaftaat
Tolnaftaat is een lokaal antimycoticum, dat gebruikt wordt tegen schimmelinfecties van de huid, waaronder zwemmerseczeem en ringworm. Het is een thiocarbamaat.
Het is zonder voorschrift verkrijgbaar, en wordt verkocht onder verschillende merknamen en in verschillende toedieningsvormen (crème, oplossing, poeder, aerosolpoeder). Tolnaftaat is minder sterk werkzaam dan de imidazoolderivaten zoals miconazol en andere.